# Saint-Germain-sur-Meuse
Saint-Germain-sur-Meuse is een gemeente in het Franse departement Meuse (regio Grand Est) en telt 253 inwoners (2004). De plaats maakt deel uit van het arrondissement Commercy.

## Geografie
De oppervlakte van Saint-Germain-sur-Meuse bedraagt 7,6 km², de bevolkingsdichtheid is 33,3 inwoners per km².
De onderstaande kaart toont de ligging van Saint-Germain-sur-Meuse met de belangrijkste infrastructuur en aangrenzende gemeenten.

## Demografie
Onderstaande figuur toont het verloop van het inwonertal (bron: INSEE-tellingen).